# Chartreuse du Parc-en-Charnie
La chartreuse du Parc-en-Charnie ou Parc-d'Orques est un ancien monastère de chartreux, sis près du Bois du Creux dans la commune de Saint-Denis-d'Orques, département de la Sarthe et région Pays de la Loire.
Elle a été fondée en 1237 par Marguerite de Fiff, nièce de Raoul VIII de Beaumont. Jean de Brienne, roi de Jérusalem (v1164-1237) et son fils Louis Ier d'Acre de Brienne (v1225-1297 ou 1301) y furent inhumés.

## La chartreuse

Armes des Beaumont.

Dans les dernières années de sa vie, Raoul VIII de Beaumont contribua efficacement à la fondation des chartreux du parc d'Orques, puisqu'il donna à cet effet à sa nièce Marguerite de Fiff un canton de la Charnie, et fit confirmer par saint Louis la création de cette maison, 1235, 1236. Il approuva la vente par les cisterciens de l'abbaye de Bellebranche aux chartreux du Parc du lieu de la Sauvagerie donné par lui. 
Veuve en 1235, la comtesse de Fiff fonda l'année suivante le prieuré de la Chartreuse de Notre-Dame du Parc-en-Charnie. Elle y ajouta d'autres revenus, les droits de ségrairie et de forêterie de la Charnie acquis des titulaires de ces charges.
Un peu plus tard, Geoffroy de Loudon suppléa à l’insuffisance des premiers dons et fit bâtir l'église dans laquelle ses restes, visités par de nombreux pèlerins, reposèrent jusqu'à la Révolution française.
Jeanne de Laval, sœur de Guy V de Laval fait aux chartreux de Notre-Dame du parc d'Orques des dons, en reconnaissance desquels les religieux conservèrent dans leur maison un appartement à la disposition des seigneurs de Laval.

## Situation
Le Parc d'Orques se trouvait à l'emplacement actuel du lieu-dit les Chartreux, sur la D 957, à 1 km du bourg de Saint-Denis-d'Orques dans le sens Le Mans-Laval, soit à 6 km environ de l'abbaye d'Étival-en-Charnie.

## Sources et bibliographie
- Abbé Angot, « Les vicomtes du Maine », dans Bulletin de la Commission historique et archéologique de la Mayenne, 1914, n° 30, p. 180-232, 320-342, 404-424. .